# Morchellaceae
Morchellaceae is een familie uit de orde Pezizales. Tot deze familie behoren de morieljes (Morchella).

## Taxonomie
De familie bestaat uit de volgende geslachten:
- Disciotis
- Morchella
- Verpa